# 小內海站
小內海站（日语：／ Kouchiumi eki */?）是位於日本宮崎縣宮崎市，屬於九州旅客鐵道（JR九州）日南線的鐵路車站。

## 背景
私營的宮崎輕便鐵道在1913年10月31日開始營運南宮崎到內海間的鐵路，曾經在其它地方設有小內海站，不過該鐵道在1962年7月1日停業，車站隨之關閉。 
後來日本国铁利用大致相同的路线，将當時的志布志線由北鄉向南宮崎延伸。1963年5月8日路線完成並更名為日南線，新設的小內海站也開業。1987年4月1日日本國鐵私有化後本站轉給JR九州 。

## 車站結構
建築於路堤的簡易式車站，沒有站房，連月台也是建築在路堤的斜坡上。原本在月台中央設有一條沿山坡一直返回路面的樓梯 ，但在2021年9月，受超強颱風燦都的廣泛雨帶影響，路軌旁的山坡出現了山泥傾瀉，並沖毀大部份月台及出入口的樓梯，因此需要進行了緊急的維修，一方面利用鋼架重新架建一條樓梯，並因應舊有的樓梯為直線形，斜道大亦不安全，遂改成轉折式的設計，同時亦可減低斜道及增加梯級闊度，另外部份月台基座亦重新舖砌。另一方面，同時亦把原來出現山泥傾瀉的部份進行加固工程。
隨同年12月11日路線重開，復修後的車站亦重新投入服務。

## 歷史
- 1963年5月8日：開業。
- 1987年4月1日：日本國鐵分割民營化，由九州旅客鐵道接管。
- 2021年：

- 9月16日：受超強颱風燦都所引發的大雨影響，車站附近的山坡出現了山泥傾瀉，大部份月台及出人口樓梯皆被沙泥所沖毀。隨即進行緊急復修工程。
- 12月11日：隨青島～志布志之間恢復通車，本站重新投入使用。

- 2022年4月1日：隨九州旅客鐵道宮崎支社（日语：九州旅客鉄道宮崎支社）成立，從鹿兒島支社轉移[12]。

## 使用人數
在2016年度，该站平均每天有6名乘客（仅計登車）使用 ，同年起JR九州也再沒有公佈本站的使用人數，亦因每日平均人數少於100人，連列入附錄表的機會也沒有。
以下為近年的乘車人次列表：
| 年度     | 1日平均 乘車人次 |
| -------- | ---------------- |
| 1996     | 51               |
| 1997     | 52               |
| 1998     | 50               |
| 1999     | 47               |
| 2000     | 41               |
| 2001     | 35               |
| 2002     | 30               |
| 2003     | 31               |
| 2004     | 30               |
| 2005     | 25               |
| 2006     | 24               |
| 2007     | 23               |
| 2008     | 19               |
| 2009     | 21               |
| 2010     | 19               |
| 2011     | 16               |
| 2012     | 10               |
| 2013     | 5                |
| 2014     | 4                |
| 2015     | 6                |
| 2016     | 7                |
| 2017以後 | <100             |

## 相鄰車站
九州旅客鐵道
日南線
■特急「海幸山幸」、■快速「日南Marine號」
通過
■普通
內海－小內海－伊比井

## 外部連結
- JR九州 － 小內海車站 （页面存档备份，存于）（日語）